# Dana Bash
Dana Ruth Bash (Manhattan, Nueva York, Estados Unidos, 15 de junio de 1971; de soltera Schwartz) es una periodista estadounidense, presentadora de noticias, presentadora de Inside Politics y copresentadora de State of the Union en CNN.

## Vida y educación
Bash nació como Dana Ruth Schwartz en Manhattan en una familia judía, de Frances (de soltera Weinman) Schwartz, autora y educadora en estudios judíos, y Stuart Schwartz, productor de ABC News que se desempeñó como productor principal de transmisión de Good Morning America. La abuela materna de Bash, Teri Vidor Weinman, y su familia eran judíos húngaros; Weinman escapó a los Estados Unidos con su marido en octubre de 1941, pero sus padres y su hermana fueron asesinados en el campo de concentración de Auschwitz tras la ocupación de Hungría en 1944, durante la Segunda Guerra Mundial.
Bash creció viviendo en Washington, D.C. y Nueva Jersey. Bash asistió a la escuela secundaria Pascack Hills en Montvale, Nueva Jersey.  Se graduó cum laude con una licenciatura en comunicaciones políticas de la Universidad George Washington. Mientras estaba en la universidad, hizo una pasantía en NBC, CBS y CNN. El 12 de mayo del 2018, Bash recibió un Doctorado honorario en Humanidades de la Universidad Franklin Pierce en Rindge, New Hampshire.

## Carrera
Después de acabar la universidad, Bash se unió a CNN como productor de sus programas de fin de semana como Late Edition, Evans & Novak e Inside Politics (más tarde apareció ocasionalmente en el aire en ausencia del presentador habitual John King). Más tarde, comenzó a producir programación especializada en la cobertura del Senado de los Estados Unidos, donde en algún momento se convertiría en la corresponsal en jefe del Congreso de CNN.
Bash fue una de las mujeres homenajeadas en el evento "Mujeres en la lista de poder de Washington" de la revista Elle del 2014.
Bash fue el anfitrión del debate de las primarias presidenciales demócratas de 2019, donde Kamala Harris se destacó por hacer su declaración de "esa niña era yo" a Joe Biden.
En el 2021, Bash se unió a Jake Tapper para convertirse en coanfitrión del programa dominical State of The Union de CNN.
En abril del 2023, se anunció que sucedería a John King como presentadora en solitario de Inside Politics.

## Vida personal
De 1998 al 2007, Bash estuvo casada con Jeremy Bash, quien se convertiría en jefe de gabinete de la CIA y jefe de gabinete del Departamento de Defensa bajo la presidencia de Barack Obama.  En el 2008 se casó con el también corresponsal de CNN, John King. Bash dio a luz a un hijo en el 2011; ella y King se divorciaron al año siguiente.
En el 2011, renunció como fideicomisaria de Jewish Women International bajo presión por su defensa del derecho al aborto. Una serie de blogs conservadores habían destacado la posición del grupo sobre el aborto después de que Bash aceptara el cargo de fideicomisario.